# Kurt Volker
Pour les articles homonymes, voir Volker.
Kurt Volker est un diplomate américain né le 27 décembre 1964 en Pennsylvanie. Représentant permanent des États-Unis auprès de l'OTAN en 2008-2009, il est par la suite impliqué dans les relations entre les États-Unis et l'Ukraine et en 2019 dans la controverse concernant Donald Trump et l'Ukraine.